# 陣風 (航空機)

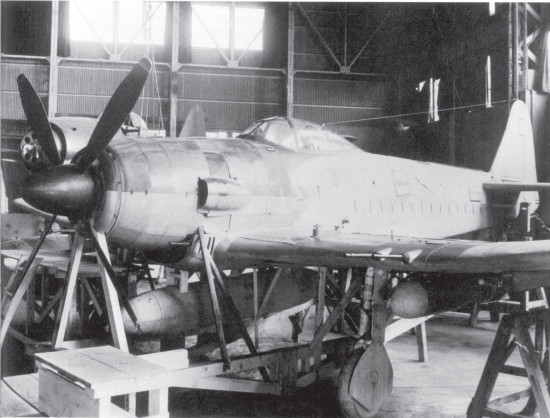
陣風、モックアップ

陣風（じんぷう）は太平洋戦争中期に日本海軍によって計画された試作戦闘機である。設計は川西航空機が担当した。

## 概要
陸上基地で使用する高々度進攻戦闘機として計画された十七試陸上戦闘機J3K1は、装備発動機である三菱MK9B(A20改一)の開発が進展せず中止となった。
次いで発動機を中島NK9Aに改めた十八試甲戦闘機として開発が再開されたが、この段階で搭載量を増大する要求がなされたためさらに発動機を中島NK9A-Oに改めた試製陣風として再々計画された。高度10000mで最大速度370kt（685.2km/h）が求められていた。
1944年（昭和19年）6月オーソドックスな直線的スタイルで設計をまとめ第一次木型審査を完了したが、十八試甲戦と同時期に出発した紫電改の実機がすでに完成していたため、同年7月第二次実大模型審査寸前に試製陣風は試作機種整理の対象として「乙類＝状況により採否決定のもの」に指定され、紫電改の高高度型を開発することで代替する方針に切り替えられた。
終戦間際の1945年5月に開催された官民合同会議において高高度戦闘機の候補として再検討する案もあったが、最終的に廃案となり烈風改の改良案が二十試甲戦闘機として提案された。　

## 諸元
計画値・（誉42型〔NK9AO〕搭載機）
- 試作名称：試製陣風[注釈 1]
- 記号：J6K1
- 機種用途：甲戦闘機
- 設計：川西
- 形式：低翼単葉
- 乗員： 1名
- 全長： 10.118 m
- 全幅： 12.500 m
- 全高：  4.130 m
- 脚間隔：3.980 m
- 主翼面積： 26.0m2
- 主翼取付角： 中心 2度　翼端 0度
- 全備重量： 4886 kg
- 動力： 誉42型(NK9AO) 空冷複星18気筒エンジン
- 離昇出力： 2200HP
- プロペラ直径： 3.5 m　VDM社製の定速4翅
- 最大速度： 685 km/h
- 実用上昇限度： 13600 m
- 上昇時間:13'20"/10000 m
- 航続距離：2055 km
- 武装： 機関銃 13mm機銃×2(機首) ・20mm機銃×4(翼)
- または、13mm機銃×2(機首)・30mm機銃×2(翼)
- 最終時：20mm機銃×6(翼)・13.2mm機銃×2

（機首）

## 登場作品
『艦隊これくしょん -艦これ-』
「試製 陣風」の名称で登場。航空母艦の艦娘が装備できる。
『WarThunder』
2019年のイベントで獲得できた。